# Devil·liersita
La devil·liersita és un mineral de la classe dels silicats que pertany al supergrup de la safirina.

## Característiques
La devil·liersita és un inosilicat de fórmula química Ca₄Ca₂Fe3+10O₄[(Fe3+10Si₂)O36]. Va ser aprovada com a espècie vàlida per l'Associació Mineralògica Internacional el 2021, sent publicada el mateix any. Cristal·litza en el sistema triclínic.
L'exemplar que va servir per a determinar l'espècie, el que es coneix com a material tipus, es troba conservat a les col·leccions del Museu Mineralògic Fersmann, de l'Acadèmia de Ciències de Rússia, a Moscou (Rússia), amb el número de registre: 5296/1.

## Formació i jaciments
Va ser descoberta a Har Parsa, a la conca de l'Hatrurim, dins el Consell Regional de Tamar (Districte del Sud, Israel). Aquest indret és l'únic a tot el planeta on ha estat descrita aquesta espècie mineral.